# Ceratopsia
I ceratopsi (Ceratopsia), o ceratopi, sono un gruppo di dinosauri ornitischi erbivori caratteristici del Cretaceo, di forme solitamente pesanti e dotati di corna.

## Descrizione
Chiamati anche "dinosauri cornuti", questi animali sono inclusi nei marginocefali, un gruppo di dinosauri che include anche i pachicefalosauri. I ceratopsi erano caratterizzati principalmente dallo sviluppo della regione posteriore del cranio e dalla presenza di un becco simile a quello dei pappagalli. Uno dei primi rappresentanti del gruppo, infatti, è chiamato Psittacosaurus, ovvero "lucertola pappagallo".

## Evoluzione
Nel corso della loro evoluzione, i ceratopsi divennero via via più grandi e pesanti: da forme bipedi e primitive come Chaoyangsaurus e Hongshanosaurus, di costituzione gracile e lunghi poco più di un metro, si originarono alla fine giganti quadrupedi quali Triceratops e Torosaurus, passando per stadi evolutivi che includono Protoceratops e Zuniceratops. Vi sono vari gruppi di ceratopsi: i primitivi psittacosauridi e i neoceratopsi dotati di corna. Questi ultimi raggruppano tre (o forse quattro famiglie): i protoceratopsidi, i leptoceratopsidi e i ceratopsidi propriamente detti. Le prime due erano costituite da animali di dimensioni abbastanza modeste, e in alcuni casi anche bipedi, mentre i ceratopsidi erano davvero imponenti. Un'altra famiglia recentemente istituita è quella dei piccoli bagaceratopsidi.
In alcuni fossili di Ceratopsi sono conservate strutture simili a piume primitive, simili eppure differenti rispetto a quelle dei teropodi, che correvano almeno lungo la coda e parte del dorso. Quindi è possibile che i Ceratopsia, come altri dinosauri, possedessero sia scaglie che piume o "pseudo piume". Quelle rinvenute parrebbero evolute per rispondere alla necessità di accrescere le dimensioni dell'animale (altre interpretazioni sono però possibili), la struttura tegumentaria era però presente e quindi è possibile aspettarsi che in altri ceratopsi si sia evoluta per rispondere ad altre esigenze.

## Tassonomia
INFRAORDINE CERATOPSIA
```
    |--
Yinlong

    `--+--
Chaoyangsauridae

       |  |--
Chaoyangsaurus

       |  `--
Xuanhuaceratops

       `--+--
Psittacosaurus

          `--
Neoceratopsia

             |--
Liaoceratops

             `--+--
Yamaceratops

                |--
Auroraceratops

                |--
Helioceratops

                `--+--
Archaeoceratops

                   `--+--
Koreaceratops

                      |--
Leptoceratopsidae

                      |  |--
Asiaceratops

                      |  `--+--
Cerasinops

                      |     `--+--
Montanoceratops

                      |        `--+-
Prenoceratops

                      |           `--+--
Leptoceratops

                      |              |--
Udanoceratops

                      |              `--
Zhuchengceratops

                      `--+--
Bagaceratopsidae

                         |  |--
Ajkaceratops

                         |  |--
Magnirostris

                         |  `--
Bagaceratops

                         `--+ --
Protoceratopsidae

                            |   |--
Graciliceratops

                            |   `--
Protoceratops

                            `--Ceratopsoidea
                               |--
Turanoceratops

                               |--
Zuniceratops
 
                               `--
Ceratopsidae

                                  |--Centrosaurinae
                                  `--Chasmosaurinae
```

## Collari per mangiare

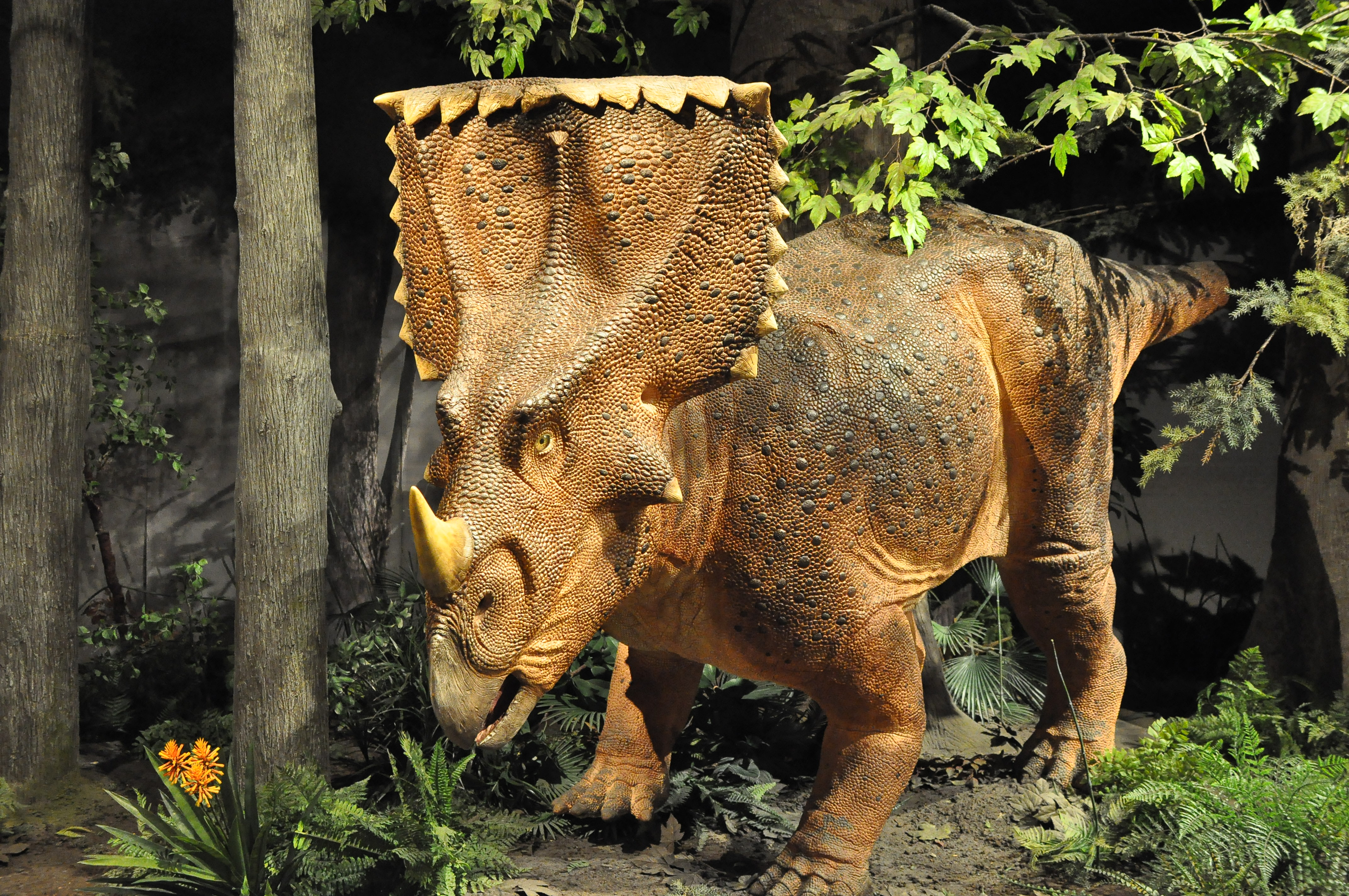
Ricostruzione museale di Vagaceratops

La maggior parte dei ceratopsi possedeva un collare osseo più o meno ampio a seconda delle specie e del grado evolutivo, che in alcune forme andava a coprire anche la regione delle spalle. Questa struttura era dotata di ampie finestre che la alleggerivano e la dotavano di inserzioni per i muscoli delle mascelle, particolarmente potenti. Probabilmente questo collare serviva per display intraspecifico, o per scoraggiare i predatori, ma è altamente improbabile che avrebbe potuto assorbire senza danni il morso di un tirannosauride.

## Animali sociali
Molto probabilmente i ceratopsi erano animali gregari, con un comportamento sociale piuttosto evoluto: l'ipotesi si basa non solo sulle vistose strutture consistenti in corna e collari, ma anche sul fatto che di molte specie sono stati rinvenuti veri e propri giacimenti di ossa. I ceratopsi, inoltre, mostravano un dimorfismo sessuale abbastanza accentuato: si pensi a Chasmosaurus, genere nel quale all'interno di una singola specie esisteva una grande varietà di forme e dimensioni di corna e collare.

## Dieta
Le mascelle dei ceratopsi erano molto potenti, ma i becchi stretti suggeriscono un tipo di dieta piuttosto selettiva. Nelle forme più primitive come psittacosauridi e leptoceratopsidi, probabilmente, la dieta era onnivora.

## In Asia e in Nordamerica
Le prime forme di ceratopsi, come Psittacosaurus, si svilupparono in Asia orientale. La storia evolutiva dei ceratopsi si svolse dapprima in Asia, con le famiglie dei protoceratopsidi e dei bagaceratopsidi, più altre forme primitive come Archaeoceratops, Auroraceratops e Liaoceratops. L'affine famiglia dei leptoceratopsidi, invece, è conosciuta per forme asiatiche e nordamericane, oltre che con ogni probabilità europee (grazie alla recente scoperta di Ajkaceratops in Ungheria). La famiglia dei ceratopsidi, che comprende le forme più grosse ed evolute, è stata a lungo considerata esclusivamente nordamericana. Un antenato di questa faimiglia, Zuniceratops, è conosciuto nel Nuovo Messico, mentre una forma di dubbia collocazione, Turanoceratops, è nota per resti ritrovati in Asia centrale; la recente scoperta di Sinoceratops parrebbe dimostrare che i ceratopsidi vissero anche in Cina, oppure che forme basali, simili a Zuniceratops, vivevano anche fuori dal Nord America. In sostanza, sembra che i ceratopsi si diffusero esclusivamente nei continenti settentrionali, anche se resti di dubbia identità sono stati ritrovati in Sudamerica (Notoceratops) e in Australia (Serendipaceratops).